# Твист снова в Москве
«Твист снова в Москве» (фр. Twist again à Moscou) — французская кинокомедия 1986 года режиссёра Жана-Мари Пуаре.

## Сюжет
Идея снять этот фильм пришла авторам во время ужина в гостинице «Европейская» в Ленинграде в ноябре 84-го. Когда мы увидели советских людей, бодро танцующих твист под песню Майкла Джексона в исполнении гостиничного оркестра, мы подумали, что повседневная жизнь в СССР гораздо веселее и неожиданнее, чем обычно изображается на Западе. И если, конечно, сюжет — чистая выдумка, то декорации и персонажи максимально приближены к реальности— развёрнутые титры от авторов, предваряющие начало фильма
По сюжету действие разворачивается в нескольких часов в 1986 году в СССР в Москве в отеле «Толстой».
Игорь Татаев, директор отеля для интуристов в Москве, член партии, имеющий высокопоставленные связи, ведет очень комфортный образ жизни.
Он узнаёт от своего друга из министерства Алексеева, что в отель едет ревностный партийный контролёр Борис Пайков. Но тут как назло молодой шурин без предупреждения привозит бочки с дефицитной деликатесной рыбой (на самом деле тухлая селёдка), а в это время в ресторан отеля заезжает поужинать маршал Бессонов, недавно назначенный членом Политбюро. 
Но проблемы ещё и не начинались. Всё закручивается когда его дочь Татьяна, начинающая певица, связавшись со стилягой Юрием, пытается его родителей-диссидентов Забельских спрятать в отеле от сотрудников КГБ во главе с Сергеем Леонтьевым.
Татаеву предстоит разрулить все свалившиеся на него проблемы, даже если придётся «случайно» запереть контролёра в холодильнике (этот опыт пригодится в будущем ревнителю социалистической собственности) и пойти на массу других поступков, мало совместимым с моральным обликом члена партии, но опытный номенклатурщик обойдёт и партконтроль и КГБ.
Фильм заканчивается кратким юмористическим обзором того, кем стал каждый из его персонажей: сотрудника КГБ Сергея Леонтьева отправили «внедряться» во враждебные племена в Африке, Борис Пайков с «энтузиазмом» участвует в прокладке газопровода в Сибирь при температуре −46 градусов (подразумевается, что он, а не Татаев получил срок), Забельские живут в Израиле и пишут книгу про жизнь в СССР, Юрий и Татьяна «продолжают» устраивать концерты в русское кабаре, которое держат Игорь Татаев с женой Наташей счастливо живя в Лондоне.

## В ролях
- Филипп Нуаре — Игорь Татаев
- Кристиан Клавье — Юрий
- Аньес Сораль — Татьяна
- Мартен Ламот — Борис Пайков
- Бернар Блие — Алексей
- Марина Влади — Наташа Татаева
- Анаис Жаннре — Катрина
- Жак Франсуа — маршал Бессонов
- Ролан Бланш — Сергей Леонтьев
- Жозина Комелла — Тамара Забельская
- Андре Торан — Фёдор Забельский
- Люба Герчикофф — Нина
- Ивет Пети — Ирина

Рассказчик, и голоса персонажей, снятых со спины — Ролан Жиро (в титрах не указан)
Режиссёр фильма Жан-Мари Пуаре по своему обыкновению появляется в эпизодической роли — агента КГБ, который находит кошелек, потерянный Забельскими (в конце фильма на 85 минуте).
Примечание: в начальных титрах фильма имена главных исполнителей ролей были изменены, чтобы придать им славянское звучание, так Филипп Нуаре — Филипп Нуаретов, Кристиан Клавье — Кристиан Клавьеров, Марина Влади — Марина Владимировна, и тому подобное.

## Съёмки
Съёмки велись в Белграде в Югославии, так в роли отеля в Москве — Старый городской дворец.

## Прокат
Фильм успешно стартовал с почти 470 000 зрителей в первую неделю проката, достигнув отметки в 1 миллион зрителей на третьей неделе проката, на седьмой неделе фильм выбыл из топ-30, в итоге фильм посмотрели 1 361 683 зрителей, но это не позволило ему стать прибыльным, учитывая его огромные производственные затраты.

## Критика
Фильм получил очень много неоднозначных отзывов, так Доминик Майе в своей биографии режиссёра Филиппа Нуаре говорит о провале «во всех отношениях» «коммерческом и художественном», напротив, Ален Пакар защищает фильм, а Серж Сюр характеризует как «бурный и динамичный», «насыщенный фильм с эпическим темпом».